# Peter Gruss
Peter Gruss (ur. 28 czerwca 1949 w Alsfeld w kraju związkowym Hesja) – niemiecki profesor nauk biologicznych. Specjalizuje się w zagadnieniach z zakresu biologii molekularnej, biologii rozwoju, cytologii, mikrobiologii i neurobiologii. Prezes Okinawa Institute of Science and Technology oraz były prezes Towarzystwa Maxa Plancka (wybrany na to stanowisko w latach 2002–2008 oraz 2008–2014).
Członek zagraniczny Wydziału Nauk Biologicznych i Rolniczych Polskiej Akademii Nauk od 2005 roku.
Gruss prowadził swoje badania nad szeroko pojętym tematem rozwoju ssaków, szczególnie skupiał się na kształtowaniu ich układu nerwowego.

## Biografia
Gruss dorastał w miejscowości Alsfeld w niemieckim kraju związkowym Hesja. W 1968 roku rozpoczął studia biologiczne na Uniwersytecie Technicznym w Darmstadcie, które ukończył w 1974 pisząc w darmstadzkim Instytucie Mikrobiologii pracę dyplomową zatytułowaną Chemical composition of peptidoglycan-(lipo)protein complexes in the cell wall of proteus mirabilis and their unstable L forms. Doktoryzował się w 1977 w Heidelbergu.
Profesor nadzwyczajny Uniwersytetu w Heidelbergu, dyrektor Wydziału Biologii Komórki w Instytucie Chemii Biofizycznej im. Maxa Plancka w Getyndze.

## Nagrody i wyróżnienia
Gruss zdobył wiele nagród i wyróżnień. Otrzymał m.in. nagrodę im. Gottfrieda Wilhelma Leibniza przyznawaną przez Deutsche Forschungsgemeinschaft oraz Louis-Jeantet Prize for Medicine. W 1999 został uhonorowany Niemiecką Nagrodą Przyszłości oraz (w 2009) Krzyżem Oficerskim Orderu Zasługi Republiki Federalnej Niemiec I Klasy.
Jest także zdobywcą:
- Nagrody Feldberga (1992)
- Nagrody kraju związkowego Dolnej Saksonii (2004)
- Medalu Harnacka przyznanego mu przez Towarzystwo Maxa Plancka (2017)